# Tricimba deansi
Tricimba deansi är en tvåvingeart som först beskrevs av Malloch 1931.  Tricimba deansi ingår i släktet Tricimba och familjen fritflugor. Inga underarter finns listade i Catalogue of Life.